# Свадьба Мюриэл
«Свадьба Мюриэл» (англ. «Muriel's Wedding») — художественный фильм, снятый австралийским режиссёром П. Дж. Хоганом по собственному сценарию в 1994 году.
Лучший фильм 1994 года по версии Австралийского института кино. Номинант премий БАФТА и «Золотой глобус».

## Сюжет
Никто из подруг Мюриэл Хэслоп не верит, что ей удастся когда-либо выйти замуж. Некрасивая, толстая, одетая в крикливые наряды и предпочитающая современной музыке песни ABBA двадцатилетней давности, Мюриэл осталась бы в одиночестве, не случись встречи на курортном пляже с бывшей одноклассницей Рондой.
Мюриэл перебралась в Сидней, устроилась на работу, стала следить за своей внешностью и встречаться с парнем. Мечта о свадьбе преследует девушку, она втайне посещает салоны новобрачных, с наслаждением примеряя платье невесты.
По газетному объявлению Мюриэл знакомится с южноафриканским пловцом, которому необходим брак на жительнице Австралии, чтобы получить возможность выступать за сборную этой страны. Тяжёлая болезнь Ронды совпала с предстоящей свадьбой.

## В ролях
- Тони Коллетт — Мюриэл
- Рэйчел Гриффитс — Ронда
- Софи Ли — Таня
- Роз Хэммонд — Шерил
- Белинда Джарретт — Джанин
- Пиппа Грэндисон — Николь
- Билл Хантер — Билл Хэслоп
- Джинни Дринан — Бэтти Хэслоп
- Дэниел Лапэйн — Дэвид Ван Эркл
- Хезер Митчелл — хозяйка свадебного салона

## Награды и номинации
- 1994 — Награда Австралийского института кино
  - Лучший фильм (Линда Хаус, Жаклин Мурхаус, победитель)
  - Лучшая актриса (Тони Коллетт, победитель)
  - Лучшая актриса второго плана (Рэйчел Гриффитс, победитель)
  - Лучшая музыка к кинофильму (Питер Бест, победитель)
  - Лучший режиссёр (П. Дж. Хоган, номинация)
  - Лучший оригинальный сценарий (П. Дж. Хоган, номинация)
  - Лучшая работа художника-костюмера (Терри Райан, номинация)
  - Лучшая работа редактора (Джил Билкок, номинация)
  - Лучшая работа художника-оформителя (Педди Рирдон, номинация)
  - Лучший актёр второго плана (Билл Хантер, номинация)
  - Лучшая актриса второго плана (Джинни Дринан, номинация)
- 1995 — Награда Австралийской ассоциации защиты прав исполнителей
  - Лучшая работа звукорежиссёра (Дэвид Ли, Гленн Ньюнхэм, Ливия Рузик, Роджер Сэвадж, победитель)
- 1995 — Награда Австралийского кружка кинокритиков
  - Лучшая женская роль (Тони Коллетт, победитель)
  - Лучшая женская роль второго плана (Рэйчел Гриффитс, победитель)
- 1996 — Премия BAFTA
  - Лучший оригинальный сценарий (П. Дж. Хоган, номинация)
- 1996 — Золотой глобус
  - Лучшая женская роль (комедия или мюзикл) (Тони Коллетт, номинация)
- 1996 — Премия Гильдии сценаристов США
  - Лучший сценарий (П. Дж. Хоган, номинация)